# Канонарх
Канонарх (від грец. Κάνον — канон + άρχης — начальник, зачинатель) — церковнослужитель, що виголошує перед співом глас і рядки з молитвослов'я, які слідом за проголошенням співає хор.
В давнину через бідність монастирів, що не дозволяла мати богослужбові книги в потрібній кількості примірників, а також з причини малої кількості грамотних між співаками, увійшло у звичай спів священних співів у диктуру. Один з ченців, маючи в руках книгу, вимовляв гучно речитативом фразу за фразою, а інші кліросні співали ці фрази в міру проголошення кожної з них. Цей чернець і називався канонархом.
«Канонархування» утрималося й після винаходу друкарства й існує в монастирях досі.